# Pothyne virgata
Pothyne virgata là một loài bọ cánh cứng trong họ Cerambycidae.